# KDR-Band
KDR-Band (kurz für Kort Distanse Radio), auch als KDR-Funk bezeichnet, ist eine Jedermannfunkanwendung in Schweden und Norwegen und dort das Gegenstück zum in Europa weiterverbreiteten PMR-Funk, es sendet ebenfalls im 70-Zentimeter-Band (UHF-Frequenzbereich 444,600–444,975 MHz). In Deutschland ist die Nutzung nicht zulässig, u. a. weil sich die Kanäle eins bis fünf mit dem BOS-Funk überschneiden.

## Frequenzbereich
Der Frequenzbereich ist in 8 Kanäle unterteilt.
| Kanal               | Frequenz in MHz | BOS-Kanal           |
| ------------------- | --------------- | ------------------- |
| 1                   | 444,600         | 770                 |
| 2                   | 444,650         | 774                 |
| 3                   | 444,800         | 786                 |
| 4                   | 444,825         | 788                 |
| 5                   | 444,850         | 790                 |
| 6 (nur in Schweden) | 444,875         | 792                 |
| 7 (nur in Schweden) | 444,925         | 796                 |
| 8 (6 in Norwegen)   | 444,975         | direkt oberhalb 799 |

## Reichweite
Die Geräte dürfen auf der Skandinavischen Halbinsel mit einer maximalen Leistung von bis zu 1 W (ERP) senden. Damit liegt die Reichweite unter sehr guten Bedingungen bei ca. fünf Kilometer.
Wie bei PMR- und SRD-Geräten hängt die maximale Reichweite eines KDR-Gerätes stark von der Umgebung ab. Unter besten Bedingungen (von Bergspitze zu Bergspitze oder auf See) kann man bis zu zwölf Kilometer überbrücken. In stark bebauten Gebieten erreicht man auch hier meist nicht einmal einen Kilometer.